# Saul Levi Morteira
Saul Levi Morteira, o Mortera (Venezia, 1596 – Amsterdam, 10 febbraio 1660), è stato un rabbino olandese di origini portoghesi.

## Biografia
Saul Levi Morteira o Mortera è stato un rabbino, ex marrano, suddito della Repubblica delle Sette Province Unite, di origini portoghesi. 
In un poema spagnolo Daniel Levi de Barrios parla di lui come nativo della Germania ("de Alemania natural"). Quando nel 1616 Morteira scortò il corpo del medico Elijah Montalto dalla Francia a Amsterdam, la Congregazione sefardita Beth Jaacob di Amsterdam (casa di Jacob) lo elesse hakam in successione di Moses ben Aroyo.
Morteira fu il fondatore della scuola della congregazione Keter Torah, nella classe più alta della quale ha insegnato il Talmud e filosofia ebraica. Doveva anche predicare tre volte al mese ricevendo una retribuzione annuale di 600 fiorini e 100 cesti di tappeto erboso. Tra i suoi allievi più illustri vi furono Baruch Spinoza, contro il quale ha firmato un famoso decreto di  scomunica ("cherem"), Moses Zacuto e Abraham Cohen Pimentel. Morteira e Isaac da Fonseca Aboab (Menasseh ben Israel, che era a quel tempo in Inghilterra), erano i membri del "mahamad", il braccio politico della Comunità ebraica.

## Opere
Alcuni degli alunni di Morteira hanno pubblicato Gibeat Shaul (Amsterdam, 1645), una raccolta di cinquanta sermoni sul Pentateuco, selezionati da 500 derashot scritti da Morteira.
Morteira scrisse in spagnolo il Tractado de la Verdad de la Ley (tradotto in ebraico da Isaac Gomez de Gosa col titolo di Torat Moshch, in 66 capitoli), apologetici del Giudaismo e con attacchi contro il Cristianesimo. Questo lavoro (eccetto quelli usati da Jacques Basnage, nella sua Histoire de la Religion des Juifs) e altri scritti di Morteira, sull'immortalità, rivelazione, ecc., sono ancora in manoscritto.
Sermoni polemici di Morteira in ebraico contro la Chiesa cattolica vennero pubblicati, ma i suoi scritti in portoghese contro il Calvinismo rimasero inediti.